# Akodon montensis
Akodon montensis е вид бозайник от семейство Хомякови (Cricetidae).

## Разпространение
Видът е разпространен в Бразилия и Парагвай.